# Laevilitorina
Laevilitorina là một chi ốc biển nhỏ, là động vật chân bụng thân mềm sống ở biển trong họ Littorinidae.

## Các loài
Các loài thuộc chi Laevilitorina bao gồm: 
- Laevilitorina alta (Powell, 1940)
- Laevilitorina antarctica (Martens, 1885)
- Laevilitorina antipodum (Filhol, 1880)
- Laevilitorina aucklandica (Powell, 1933)
- Laevilitorina bennetti (Preston, 1916)
- Laevilitorina bifasciata (Suter, 1913
- Laevilitorina bruniensis (Beddome, 1883)
- Laevilitorina caliginosa (Gould, 1849)
- Laevilitorina claviformis Preston, 1916
- Laevilitorina coriacea (Melvill & Standen, 1907)
- Laevilitorina delli (Powell, 1955)
- Laevilitorina elongata Pelseneer, 1903
- Laevilitorina granum Pfeffer in Martens & Pfeffer, 1886
- Laevilitorina hamiltoni (E.A. Smith, 1898)
- Laevilitorina heardensis Dell, 1964
- Laevilitorina johnstoni [cần dẫn nguồn]
- Laevilitorina kingensis (May, 1924)
- Laevilitorina labioflecta Dell, 1990
- Laevilitorina latior Preston, 1912
- Laevilitorina macphersonae (Dell, 1964)
- Laevilitorina mariae [cần dẫn nguồn]
- Laevilitorina pumilia (E.A. Smith, 1875)
- Laevilitorina pygmaea Pfeffer in Martens & Pfeffer, 1886
- Laevilitorina umbilicata Pfeffer in Martens & Pfeffer, 1886
- Laevilitorina venusta Pfeffer in Martens & Pfeffer, 1886
- Laevilitorina wandelensis (Lamy, 1905)